# Race Driver: Grid
Race Driver: Grid é um jogo de corrida desenvolvido pela Codemasters e lançado para Nintendo DS, PlayStation 3, Windows, Xbox 360, OS X, Arcade e JavaME. É a mais nova edição da franquia TOCA Race Driver, da mesma desenvolvedora por outra franquia de sucesso, Colin McRae Rally.

## Jogabilidade
O jogo é a continuação de TOCA Race Driver 3 e utiliza o motor de jogo EGO, uma versão melhorada da mesma engine gráfica utilizada em Colin McRae: Dirt. Com isso os gráficos e efeitos de dano e física da série trazem muitas melhorias em relação ao seu predecessor, e a grande diferença fica na versão para PC, já que, ao contrário de outros jogos do gênero, é possível rodá-lo em máquinas mais "modestas". Apesar de ter gráficos com efeitos estonteantes, o jogo não exige muito do computador.
O jogo foca sua ação na competição, colocando o jogador na base da hierarquia da competição, sendo que a cada vitória você irá cumular pontos e dinheiro. Conforme seus avanços no jogo você poderá formar a sua própria equipe e conforme os seus resultados será capaz de atrair os melhores patrocinadores.
A grande diferença de Race Driver Grid é a deformação e deterioração dos carros, sendo que qualquer batida mais forte possa quebrar um eixo do carro, empenar uma roda ou destruir o carro, fazendo com que você abandone a corrida.

### Circuitos
Race Driver: Grid combina circuitos oficiais da FIA, com corridas em ruas e estradas fechadas.
Alguns dos circuitos Oficiais da FIA disponíveis em Race driver GRID:
- Nurbürgring - Alemanha
- Spa Francorchamps - Bélgica
- Le Mans - França
- Donington Park - Inglaterra

E também em ruas de grandes cidades do mundo, como New York, San Francisco, Tokyo, entre outras.

### Categorias
- Pro Tuned: Consiste em correr com carros "tunados de fábrica", com bólidos, em sua maioria, japoneses.
- Drift: O jogador disputa derrapagens, e vence quem fizer o maior número de pontos.
- Pro Muscle: É onde estão os carros mais "parrudos" do game. São, na sua maioria carros americanos (Muscle Cars) com seus potentes motores V8.
- Formula: As corridas são realizadas em carros de Fómula 3.
- Demolition Derby: O jogador pilota carros velhos, batendo nos adversários.
- Prestige: O jogador pilota carros esportivos atuais.
- Le Mans: Tem os carros mais potentes, e corridas de longa duração no circuito de mesmo nome.
- Le Mans Series: Disponibiliza todos os carros da categoria Le Mans.

### Grid 2
A franquia do Race Driver: Grid voltou em 2013 com o Grid 2 para o Windows, Xbox 360 e Playstation 3 em 28 de maio de 2013.